# حارة قرية مذبح القديم (صنعاء)
حارة قرية مذبح القديم هي إحدى حارات حي معين بمديرية معين إحد مديريات العاصمة اليمنية صنعاء، بلغ تعداد سكانها 593 نسمة حسب تعداد اليمن لعام 2004.